# Bezirk Zurzach
| Sitze im Grossen Rat (2025–2028)                       |
| Insgesamt 7 Sitze - SP: 1 - Mitte: 2 - FDP: 1 - SVP: 3 |

Einwohnerzahl

Der Bezirk Zurzach (auch Zurzibiet genannt) ist ein Bezirk des Kantons Aargau in der Schweiz, der aus der Gegend des Studenlands im äussersten Nordosten des Kantons mit dem Surbtal besteht. Der Bezirk umfasst 15 Einwohnergemeinden.

## Geographie
Das Zurzibiet liegt zwischen Zürich und Basel, am Zusammenfluss von Aare und Rhein. Es grenzt im Norden an Deutschland (Landkreis Waldshut), im Westen an die Region Fricktal. Viele deutsche Grenzgänger durchqueren täglich das Zurzibiet auf ihrem Arbeitsweg nach Baden oder Zürich.
Das Zurzibiet leidet wie viele Randregionen seit Beginn der 1990er Jahre unter wirtschaftlicher Stagnation und Abwanderung. Um diese negativen Entwicklungen zu stoppen, wurde vom Planungsverband der Region die Plattform „Zurzibiet“ erstellt.

## Einwohnergemeinden
| Wappen         | Name der Gemeinde | Einwohner (31. Dezember 2023) | Fläche in km² | Einw. pro km² |
| -------------- | ----------------- | ----------------------------- | ------------- | ------------- |
| Böttstein      | Böttstein         | 4305                          | 7,43          | 579           |
| Döttingen      | Döttingen         | 4473                          | 6,93          | 645           |
| Endingen       | Endingen          | 2703                          | 11,91         | 227           |
| Fisibach       | Fisibach          | 590                           | 5,77          | 102           |
| Full-Reuenthal | Full-Reuenthal    | 994                           | 4,78          | 208           |
| Klingnau       | Klingnau          | 3673                          | 6,71          | 547           |
| Koblenz        | Koblenz           | 1759                          | 4,08          | 431           |
| Leibstadt      | Leibstadt         | 1596                          | 6,40          | 249           |
| Lengnau        | Lengnau (AG)      | 2929                          | 12,67         | 231           |
| Leuggern       | Leuggern          | 2404                          | 13,76         | 175           |
| Mellikon       | Mellikon          | 237                           | 2,70          | 88            |
| Schneisingen   | Schneisingen      | 1562                          | 8,26          | 189           |
| Siglistorf     | Siglistorf        | 721                           | 5,51          | 131           |
| Tegerfelden    | Tegerfelden       | 1290                          | 7,11          | 181           |
| Zurzach        | Zurzach           | 8237                          | 25,99         | 317           |
| Total (15)     | Total (15)        | 37'473                        | 130,01        | 288           |

## Veränderungen im Gemeindebestand

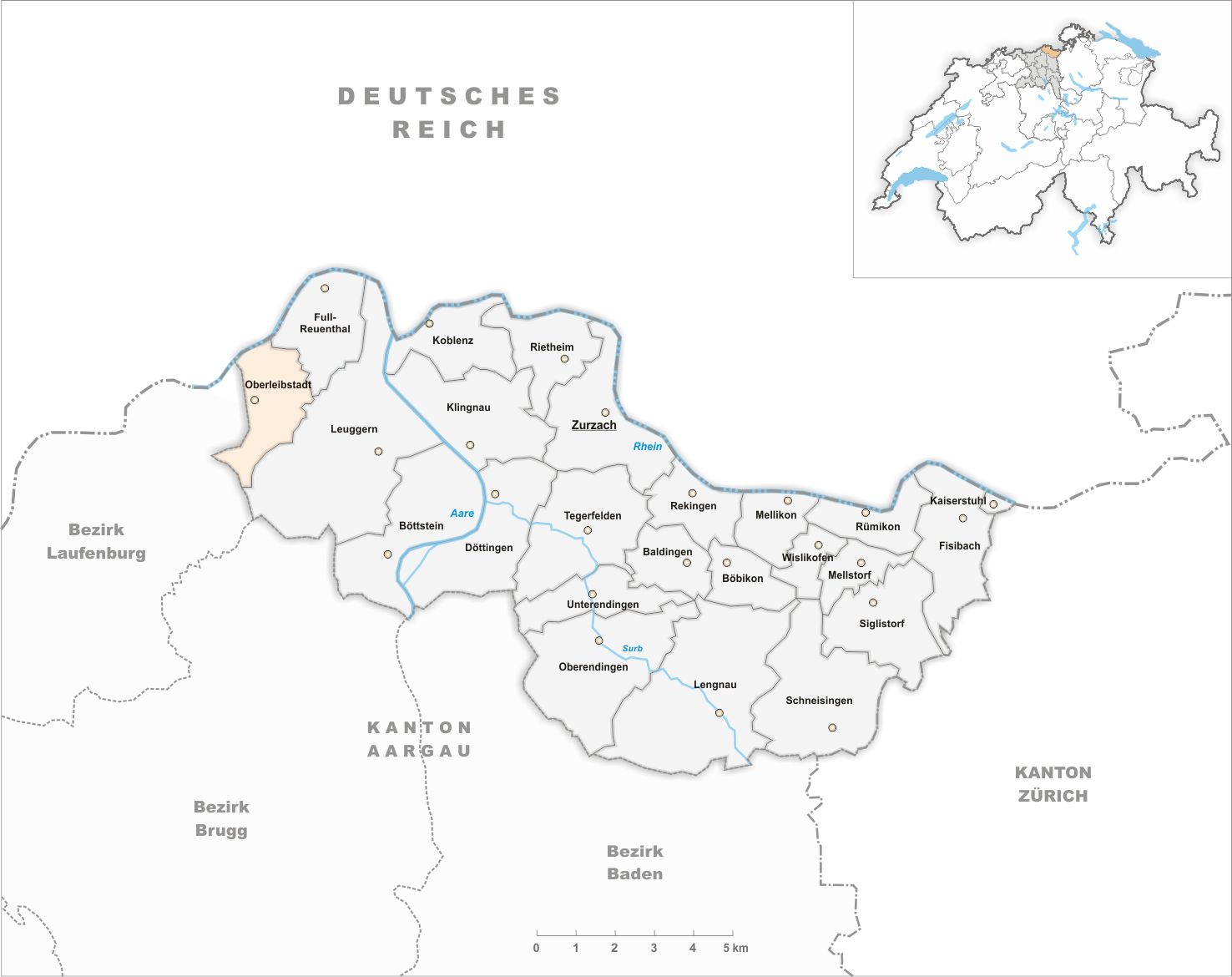
Gemeinden bis 1865
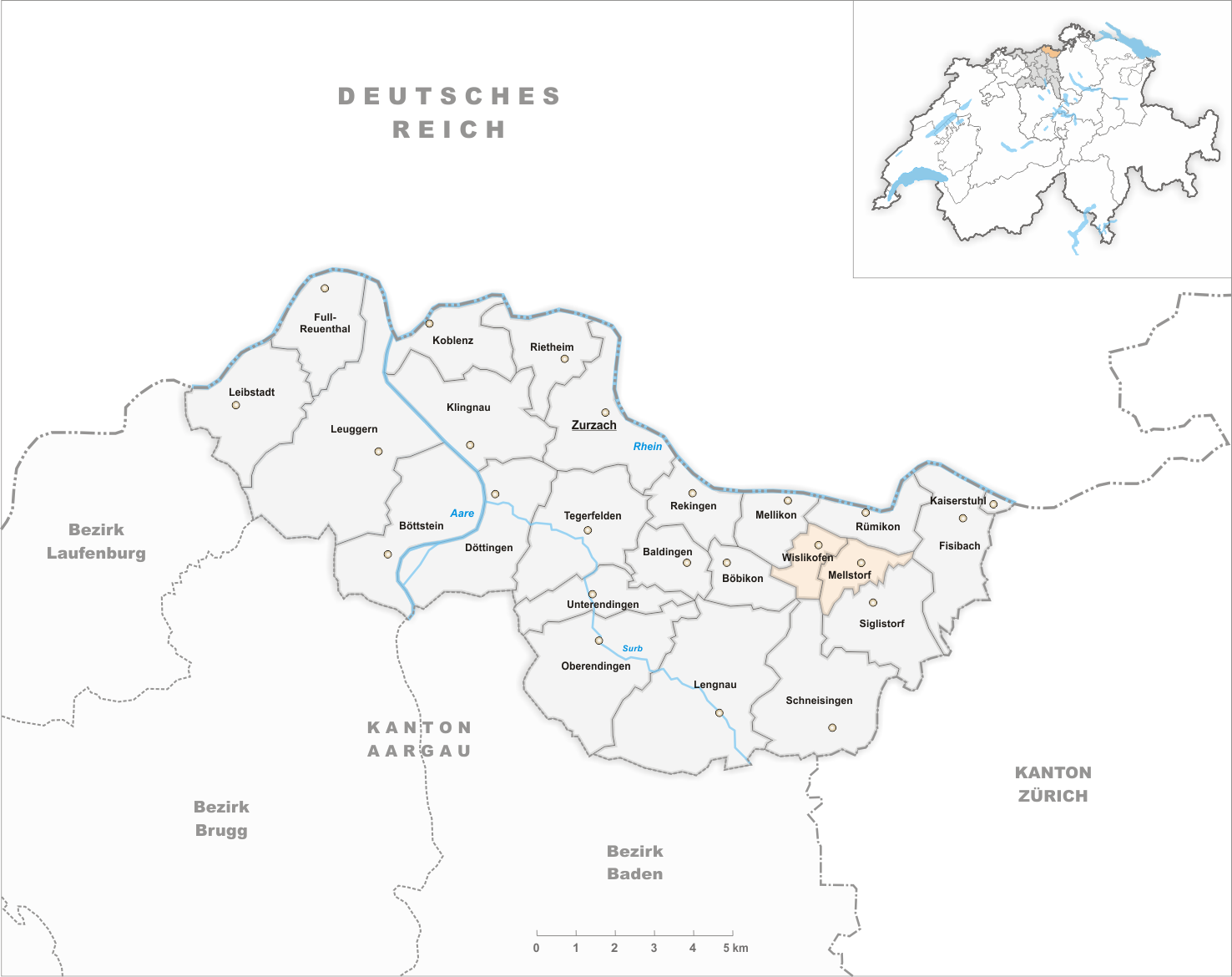
Gemeinden bis 1898
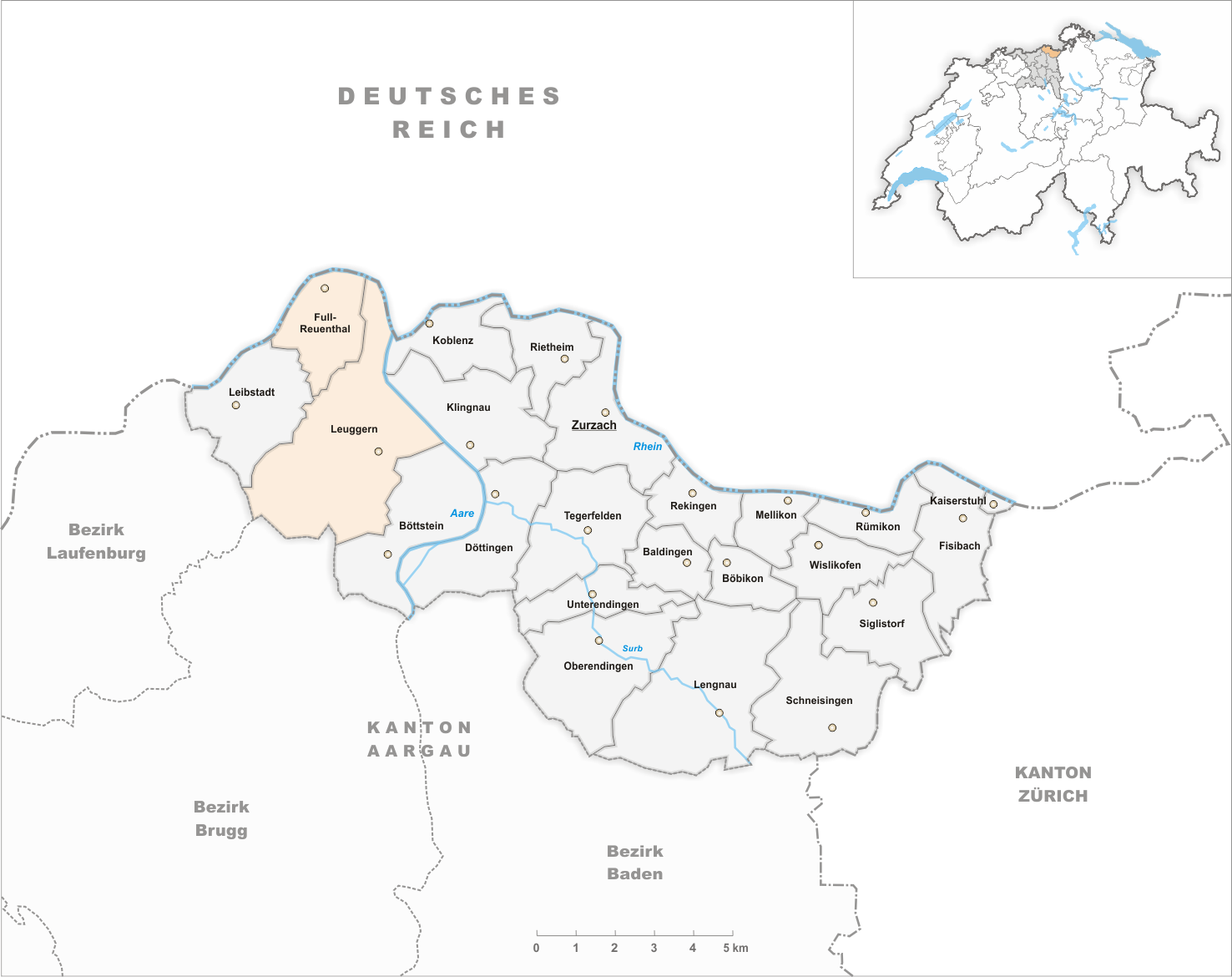
Gemeinden bis 1901
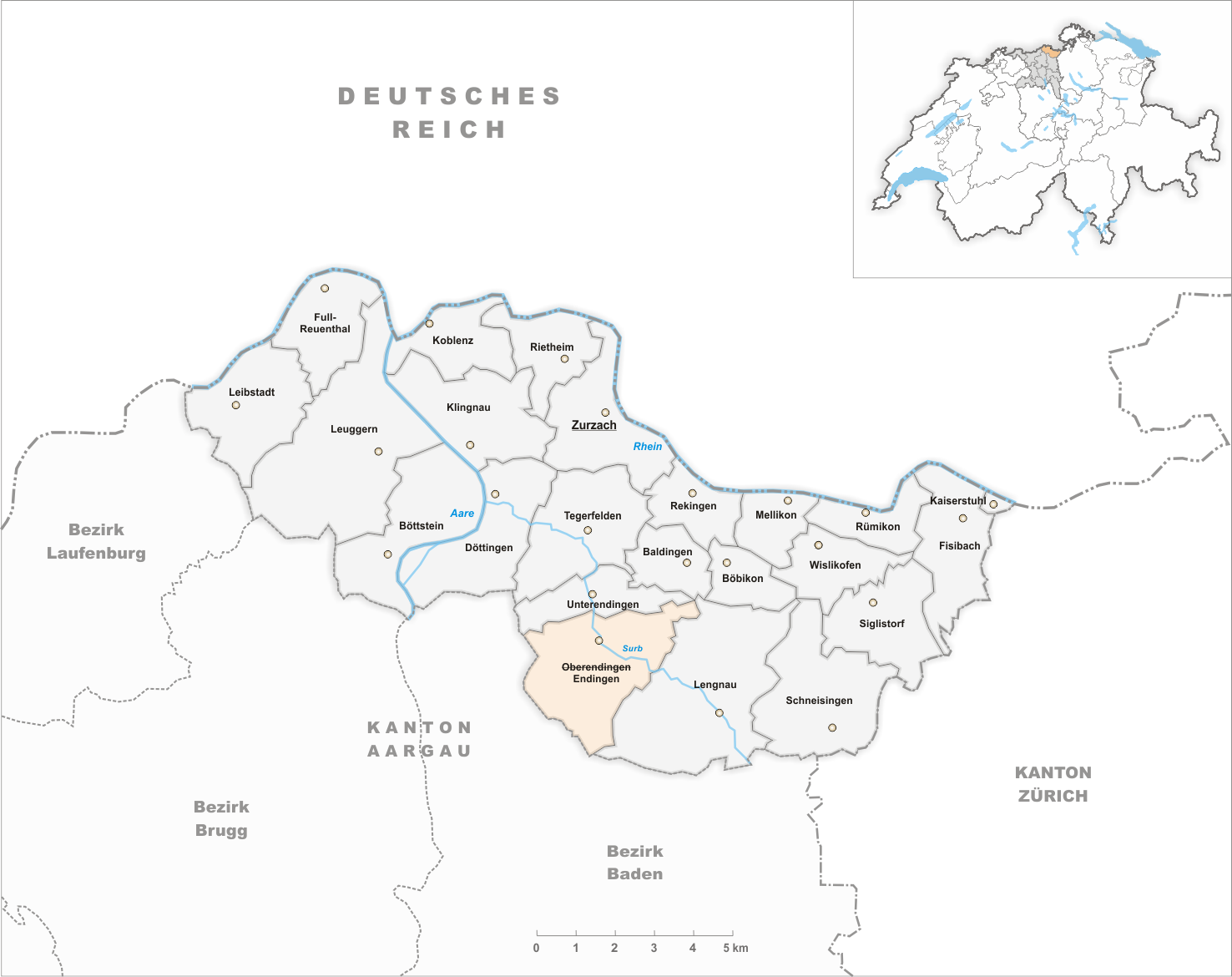
Gemeinden bis 1944
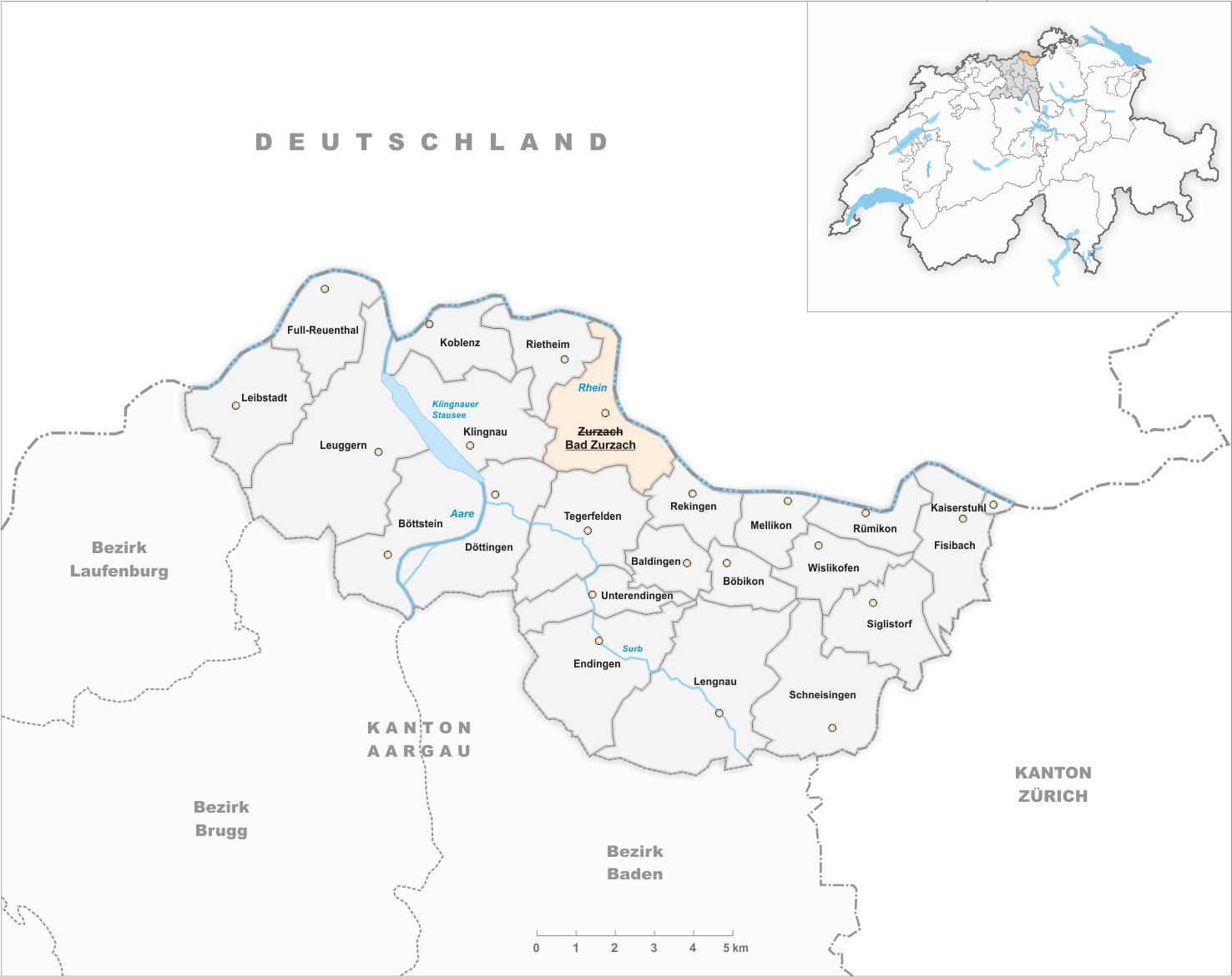
Gemeinden bis 2005
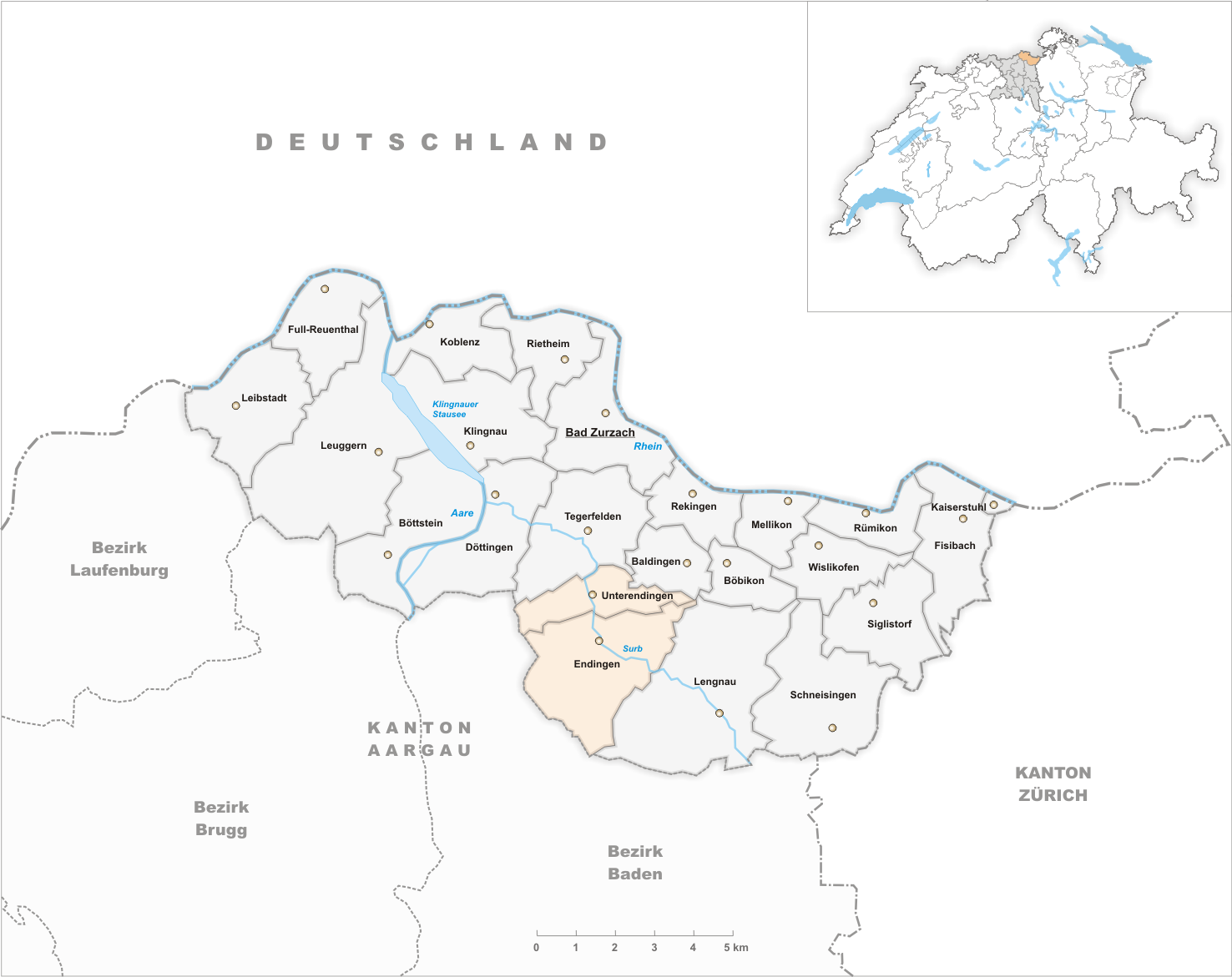
Gemeinden bis 2013
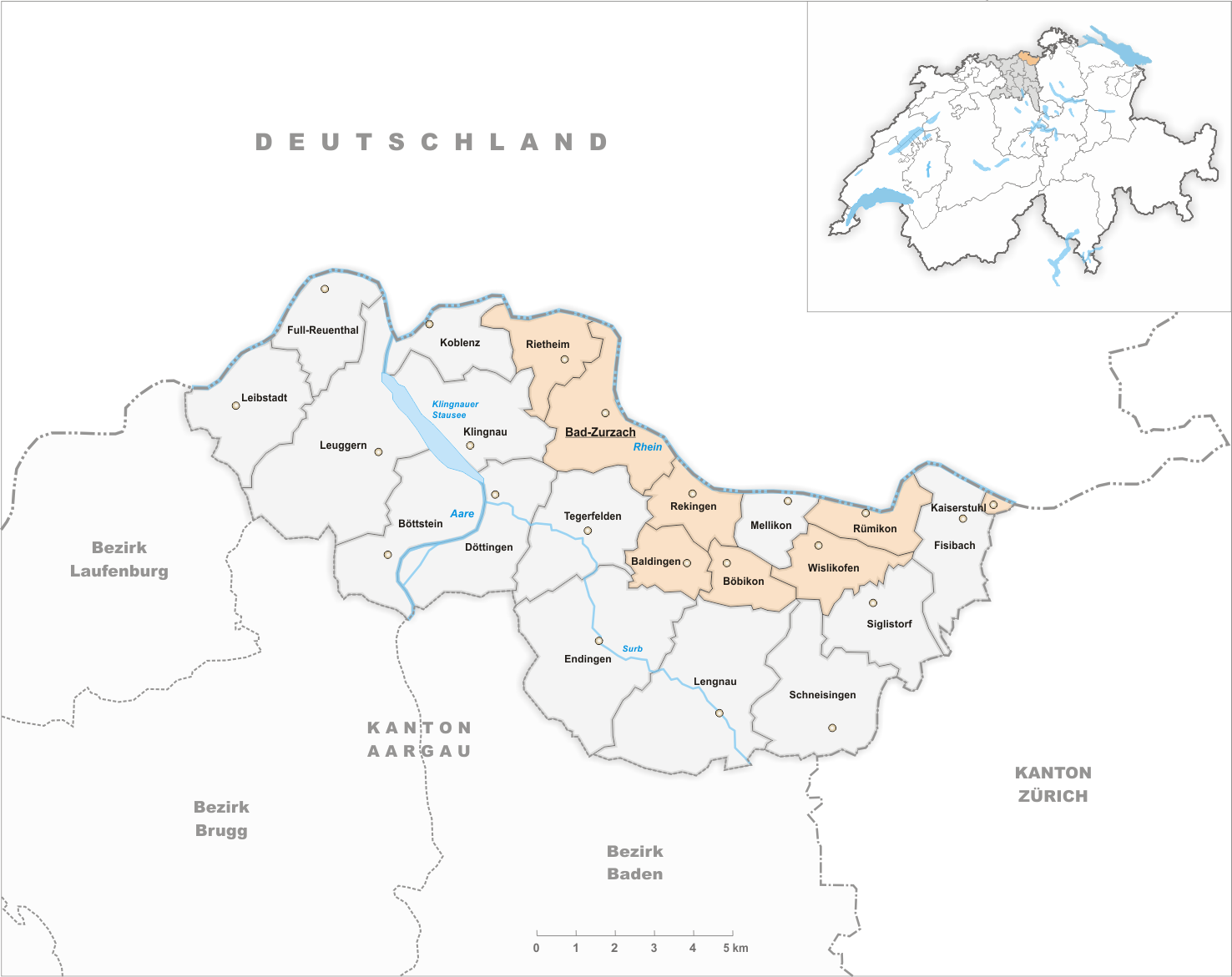
Gemeinden bis 2021

- 1806: Abspaltung von Böttstein → Böttstein, Leuggern und Oberleibstadt
- 1832: Abspaltung von Oberleibstadt → Full-Reuenthal und Oberleibstadt
- 1866: Fusion Oberleibstadt im Bezirk Zurzach und Unterleibstadt im Bezirk Laufenburg → Leibstadt im Bezirk Zurzach
- 1899: Fusion Mellstorf und Wislikofen → Wislikofen
- 1901: Gebietsänderung Full-Reuenthal und Leuggern
- 1945: Namensänderung von Oberendingen → Endingen
- 2006: Namensänderung von Zurzach → Bad Zurzach
- 2014: Fusion Endingen und Unterendingen → Endingen
- 2022: Fusion Bad Zurzach, Baldingen, Böbikon, Kaiserstuhl, Rekingen, Rietheim, Rümikon und Wislikofen → Zurzach

## Ortschaften
| PLZ  | Name der Ortschaft | Gemeinde       |
| ---- | ------------------ | -------------- |
|      | Oberbaldingen      | Zurzach        |
|      | Unterbaldingen     | Zurzach        |
|      | Hasli              | Zurzach        |
|      | Rütihof            | Zurzach        |
|      | Burlen             | Böttstein      |
|      | Eien               | Böttstein      |
| 5314 | Kleindöttingen     | Böttstein      |
|      | Beznau             | Döttingen      |
|      | Loohof             | Endingen       |
| 5305 | Unterendingen      | Endingen       |
|      | Hägelen            | Fisibach       |
|      | Waldhausen         | Fisibach       |
|      | Fahrhäuser         | Full-Reuenthal |
|      | Hägelen            | Full-Reuenthal |
|      | Jüppen             | Full-Reuenthal |
|      | Reuenthal          | Full-Reuenthal |
|      | Unterdorf          | Full-Reuenthal |
|      | Bernau             | Leibstadt      |
|      | Oberdorf           | Leibstadt      |
|      | Degermoos          | Lengnau        |
|      | Himmelrich         | Lengnau        |
|      | Husen              | Lengnau        |
|      | Oberlengnau        | Lengnau        |
|      | Unterlengnau       | Lengnau        |
|      | Vogelsang          | Lengnau        |
|      | Etzwil             | Leuggern       |
|      | Fehrental          | Leuggern       |
|      | Felsenau           | Leuggern       |
|      | Gippingen          | Leuggern       |
|      | Hagenfirst         | Leuggern       |
| 5317 | Hettenschwil       | Leuggern       |
|      | Schlatt            | Leuggern       |
|      | Oberberghof        | Mellikon       |
|      | Unterberghof       | Mellikon       |
|      | Hüniken            | Schneisingen   |
|      | Mittelschneisingen | Schneisingen   |
|      | Oberschneisingen   | Schneisingen   |
|      | Unterschneisingen  | Schneisingen   |
|      | Widen              | Schneisingen   |
| 5463 | Mellstorf          | Zurzach        |
|      | Mülibach           | Zurzach        |